# Vlastimil Dlab (Mathematiker)

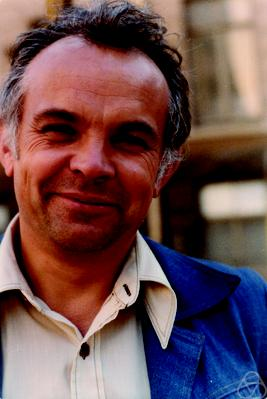
Vlastimil Dlab (1978)

Vlastimil Dlab (* 5. August 1932 in Bzí) ist ein tschechisch-kanadischer Mathematiker, der in Kanada lebt. Er arbeitete als Mathematiker und Dozent an der Tschechoslowakischen Akademie der Wissenschaften und an der Carleton University in Ottawa.

## Leben
Er wurde am 5. August 1932 in dem Dorf Bzí geboren. Er schloss sein Studium an der Fakultät für Mathematik und Physik der Karls-Universität ab. Ab 1956 arbeitete er kurz an der Tschechoslowakischen Akademie der Wissenschaften. An der Fakultät für Mathematik und Physik stieg er allmählich bis zum außerordentlichen Professor auf. Von 1954 bis 1964 arbeitete er an der Universität Khartum, Sudan. Im Jahr 1964 kehrte er für ein Jahr an die Fakultät für Mathematik und Physik der Karlsuniversität zurück, und von 1965 bis 1968 arbeitete er am Institute of Advanced Studies in Canberra, Australien. Als er 1968 in die Tschechoslowakei zurückkehrte, erfuhr er vom Einmarsch der Truppen des Warschauer Paktes in die Tschechoslowakei. Daraufhin änderte er in London seine Meinung und reiste nach Kanada, wo er ein Angebot der Carleton University in Ottawa annahm, an der er bis zu seiner Pensionierung im Jahr 1997 arbeitete.
Von 1971 bis 1974 baute er an der Carlton University eine Abteilung für moderne Mathematik auf, die in den Bereichen Algebra, Wahrscheinlichkeitsrechnung und Statistik weltweiten Einfluss gewann, und leitete sie. Er kehrte zu einem Zeitpunkt in die Tschechoslowakei zurück, als er seinen todkranken Vater besuchen wollte. Er bat nicht um eine Begnadigung durch das kommunistische Regime, sondern zog es vor, ein paar tausend Dollar zu zahlen, um sich freizukaufen. Kurz vor der Samtenen Revolution war er Dozent an der Fakultät für Mathematik und Physik der Karls-Universität und wurde dort 1992 zum Professor ernannt.

## Akademische Zusammenarbeit und Funktionen
Während er in Kanada lebte, war er auch Chefredakteur von Fachzeitschriften und Leiter vieler anderer mathematikbezogener Institutionen. Im Jahr 1977 wurde er zum Fellow der Royal Society of Canada ernannt. Er studierte als Postdoktorand bei dem tschechischen Mathematiker Eduard Čech und bildete seinerseits neue Studenten aus. Der deutsche Mathematiker Claus Michael Ringel ist Mitautor vieler der meistzitierten Werke von Dlab über Algebra.

## Philosophie des Mathematikunterrichts
In den letzten Jahrzehnten hat er sich eingehend mit der Verbesserung des Mathematikunterrichts in der Sekundarstufe I beschäftigt. Er hat die Bedeutung guter Lehrer hervorgehoben und ist zu einer viel hinterfragten Autorität geworden, die neuen Methoden, wie denen von Milan Hejný, skeptisch gegenübersteht.